# 薬事法と食品表示・食品広告
薬事法と食品表示・食品広告（やくじほうとしょくひんひょうじ・しょくひんこうこく）においては、日本の法律「医薬品、医療機器等の品質、有効性及び安全性の確保等に関する法律」（薬機法、旧薬事法、昭和35年法律第145号）の食品表示や食品広告に対する規制について概説する。

## 薬事法の食品表示・食品広告に対する規制の概要
ヒトが口から摂取するものは、食品衛生法と薬事法により、すべて食品と医薬品に分類されるが、食品は、たとえ事実であっても、医薬品的な効能効果を、標ぼうすることはできない。食品が医薬品的な効能効果を標ぼうすると、その食品は医薬品と見なされ、無承認の医薬品として、薬機法違反に問われる。
ここで言う「食品」とは、錠剤、カプセル状のいわゆる健康食品だけではなく、ジュース、缶詰などの一般的な加工食品はすべて含まれる。

## 医薬品的な効能効果とは

### 規制の対象となる表現
厚生労働省の通知「無承認無許可医薬品の指導取締りについて」（いわゆる「46通知（よんろくつうち）」、昭和46年6月1日）の別添「医薬品の範囲に関する基準」は、医薬品的な効能効果（食品が標ぼうできない表現）として、次の3類型をあげている。
1. 疾病の治療又は予防を目的とする効能効果
2. 身体の組織機能の一般的増強、増進を主たる目的とする効能効果
3. 医薬品的な効能効果の暗示

### 医薬品的な効能効果の表現例
厚労省通知に例示されている医薬品的な効能効果の表現例は下記のとおり（これらは例示であり、すべてではない）。これらは、食品では標ぼうできない。
1. 疾病の治療又は予防を目的とする効能効果
  - （例）「糖尿病、高血圧、動脈硬化の人に」「ガンがよくなる」「便秘がなおる」など
2. 身体の組織機能の一般的増強、増進を主たる目的とする効能効果
  - （例）「疲労回復」「体力増強」「老化防止」「若返り」「新陳代謝を盛んにする」「解毒機能を高める」「血液を浄化する」「病気に対する自然治癒力が増す」「健胃整腸」「病中・病後に」「美肌・美白」など
3. 医薬品的な効能効果の暗示
  - （例）「体質改善、健胃整腸で知られる○○○○を原料とし…」「医学博士○○○○の談『昔から赤飯に○○○をかけて食べると癌にかからぬといわれている…』」「便秘ぎみの方に」「身体がだるく、疲れのとれない方に」「1か月以上飲み続けないと効果はありません」「医薬品のように速効性はありませんが、2〜3か月飲み続ければ、その効果は必ずお分かりいただけます」「薬用されている」「副作用はありませんので、安心してお召し上がりいただけます」など

### 効能効果と見なされやすい用語例
表示・広告が医薬品的な効能効果に該当するかどうかは、文脈やデザイン（イラスト・写真や文字の大小）なども含め、総合的に判断される。ただし、下記のような用語は、文脈やデザインのいかんを問わず、医薬品的な効能効果と見なされやすい。
1. 病気・症状の名称
  - （例）「がん」「高血圧」「生活習慣病」「花粉症」「便秘」「風邪」「メタボリックシンドローム」「二日酔い」「疲労」「夏ばて」「老化」など
2. 身体の特定部位・組織の名称
  - 食品が身体の特定部位・組織に作用することは考えられないため、部位の表現は、それだけで医薬品的な効能効果と見なされやすい。
  - （例）「目」「肌」「皮膚」「おなか」「血液」「細胞」など
3. 身体の機能増強や体内の作用
  - （例）「体力増強」「解毒」「免疫」「自然治癒力」「新陳代謝」「アンチエイジング」など
4. 「医」「薬」を含む表現、医薬品特有の表現
  - （例）「医者」「医食同源」「生薬」「民間薬」「伝統薬」「薬草」「臨床」「副作用」など
5. 医薬品的な用法用量
  - 飲用シーンを下記のような場合に限定すると、医薬品的な表現と見なされやすい。
  - （例）「食後に（お飲みください）」「お休み前に」「肉体疲労時」「1日1回2粒を」など

### 効能効果と見なされない表現例
下記のような表現は医薬品的な効能効果とは見なされず、食品でも標ぼうできる。
1. 「健康維持」「美容」を目的とする趣旨の表現
  - 健康維持に関する一般的な表現は、医薬品的な効能効果とは見なされない。また、「美肌・美白」は効能効果と見なされるが、「美容」は効能効果とは見なされない。
  - （例）「健康を保ちたい方に」「健康維持のために大切な成分です」「健康維持のために愛用されています」「美容のために」など
2. 「栄養補給」を目的とする趣旨の表現
  - 栄養素が必要な人または時期に、その栄養素が補給できるという表現は、医薬品的な効能効果とは見なされない。
  - （例）「偏食がちな方に」「野菜の足りない方に」「育ち盛りのお子さまや中高年（の栄養補給）に」「ダイエット時の栄養補給に」「多忙で食事が不規則な方（の栄養補給）に」など
  - ただし、「栄養補給」であっても、下記のような表現は医薬品的な効能効果と見なされる。
  - （例）「病中病後の体力低下時（の栄養補給）に」「胃腸障害時（の栄養補給）に」など
3. 生体の構成成分であるという表現
  - 生体を構成する栄養成分について構成成分であることを示す表現は、医薬品的な効能効果とは見なされない。
  - （例）「グルコサミンは体の重要な構成成分です」「必須アミノ酸は人体では合成することができないので、外から補う必要があります」など
4. 生活シーンや気持ちをあらわす表現
  - 生活シーンや気持ちをあらわす表現は、医薬品的な効能効果やその暗示だとは見なされていない。
  - （例）「お付き合いの多い方に」「暑い夏を乗り切るために」「パソコンをよくお使いの方に」「うるおいのある生活をめざす」「あなたのやる気を燃やす」「毎朝鏡を見てため息が出てしまうあなたに」など
  - ただし、これらの表現も、文脈やデザイン（イラスト・写真や文字の大小）で医薬品的な効能効果を暗示させると、総合的に効能効果と見なされる可能性がある。また、将来にわたって、効能効果とは見なされないことが保証されるものではない。
5. 「ダイエット」に関する表現
  - 「ダイエット」という表現そのものは医薬品的な効能効果とは見なされない。
  - 厚労省通知「痩身効果等を標ぼうするいわゆる健康食品の広告等について」（昭和60年6月28日）では、「カロリーの少ないものを摂取することにより、摂取する総カロリーが減少して結果的に痩せることは医薬品的な効能効果といえない」としている。
  - （例）「この商品は○○kcalなので、毎日継続的に摂取すると健康的にダイエットできます」など
  - ただし、下記のように、人体に対する作用によって痩せるという表現は、医薬品的な効能効果と見なされる。
  - （例）「脂肪等の分解、排泄」「体内組織、細胞等の機能の活性化」「宿便の排泄、整腸、瀉下」「体質改善」など
  - また、身体の特定部位のそう身の表現も医薬品的な効能効果と見なされる。
  - （例）「二の腕」「おなか」「太もも」「中年体型」など
6. 部位であっても効能効果と見なされない表現
  - 身体の特定部位は医薬品的な効能効果と見なされやすいが、例外がある。下記のような表現は効能効果とは見なされない。
  - （例）「のど飴」「生きて腸まで届く」「おなかの空いたときに」など
  - 「のど」は部位だが、「のど飴」という商品名は、江戸時代からの慣用的な表現であり、医薬品的な効能効果とは見なされない（医薬品・医薬部外品の「のど飴」という商品名は当然、問題ない）。
  - 「腸」も部位だが、ヨーグルトや乳酸菌飲料で使われる「生きて腸まで届く」という表現は、単なる乳酸菌の性質であり、医薬品的な効能効果とは見なされていない。景品表示法に基づく「はっ酵乳、乳酸菌飲料の表示に関する公正競争規約」でも認められている表現である。
  - 「おなか」も部位だが、「おなかの空いたとき」は明らかに効能効果とは見なされない。
7. 摂取の上限量等を示す表現
  - 食べすぎによる健康被害を防止するための表現は、医薬品的な効能効果とは見なされない。
  - （例）「食べすぎると、おなかがゆるくなることがありますので、摂取量の目安を守ってお召し上がりください」など
8. 保健機能食品
  - 特定保健用食品（特保＝特定の保健用途の表示が、厚労省によって個別に許可された食品）と栄養機能食品（ビタミン、ミネラルの含有量が規格基準に適合しており、栄養機能表示ができる食品）は健康増進法の対象であり、薬事法の対象外となる。
9. 明らか食品
  - 薬事法の規制を複雑にしているのが、「医薬品の範囲に関する基準」で明記されている「明らか食品」の規定である。
  - 「明らか食品」とは「医薬品の範囲に関する基準」で「野菜、果物、調理品等その外観、形状等から明らかに食品と認識される物」と定義されている。「明らか食品」は「原則として、通常人が医薬品としての目的を有するものであると認識しない」食品である。つまり、「野菜、果物、調理品等」は医薬品的な効能効果を標ぼうしても、医薬品とは見なされない（もちろん、虚偽・誇大であってはならない）。
  - 行政機関（厚労省や都道府県の薬事法担当部署）は、この「野菜、果物、調理品等」とは、野菜、果物などの生鮮食品や、生鮮食品をその場で調理した料理を指すと説明している。
  - 一方で、ヨーグルト、ジュースなどの加工食品も「明らか食品」ではない（よって事実であっても、医薬品的な効能効果は標ぼうできない）と解釈されていることに対し、食品会社からの反対意見も強い。
10. 熱中症対策
  - 2012年4月19日に全国清涼飲料工業会が「「熱中症対策」表示ガイドライン」を制定し、5月17日に厚生労働省が各都道府県薬務主管課に事務連絡した。同ガイドラインでは「ナトリウム濃度として、少なくとも、飲料100ml当たり40-80mg含有する清涼飲料水」では、TVCM、店頭POP等の広告類に限り、「熱中症対策」の用語を使用することができるとした。商品名、製品の容器包装、製品段ボールでの表示や、「熱中症予防」「熱中対策」等の紛らわしい表示は禁止した（表示修正の猶予期間は2013年4月18日まで）。
  - 「熱中症」は症状名で本来、薬事法で禁止された用語だが、厚労省が熱中症予防対策を目的として、特例として認めた。2011年に、食品で熱中症に関する表示が氾濫し、市場が混乱したことが背景にあった。

## 標ぼうとは

### 規制の対象となる広告とは
厚労省通知「薬事法における医薬品等の広告の該当性について」（平成10年9月29日）では、広告の要件として、次の3項目をあげている。
1. 顧客を誘引する意図が明確であること
2. 商品名が明らかにされていること
3. 一般人が認知できる状態であること

すなわち、1.販売目的で、2.商品と結びつけて、3.一般消費者に伝えるものが広告であり、薬事法の対象となる。食品広告は医薬品的な効能効果を標ぼうできない。

### 規制の対象となる表示・広告方法
東京都編「健康食品取扱マニュアル」（第4版、薬事日報社、2005年12月発行）では、規制の対象となる表示・広告方法として、次の11項目をあげている。
1. 製品の容器、包装、添付文書などの表示物
2. 製品のチラシ、パンフレット等
3. テレビ、ラジオ、新聞、雑誌、インターネットなどによる製品の広告
4. 小冊子、書籍
5. 会員誌、情報誌
6. 新聞、雑誌などの切り抜き、書籍や学術論文等の抜粋
7. 代理店、販売店に教育用と称して配布される商品説明（関連）資料
8. 使用経験者の感謝文、体験談集
9. 店内および車内等におけるつり広告
10. 店頭、訪問先、説明会、相談会、キャッチセールス等においてスライド、ビデオ等又は口頭で行われる演述等
11. その他特定商品の販売に関連して利用される前記に準ずるもの

### 規制の対象になるかどうかの考え方
商品そのものだけでなく、原材料（野菜、果実など）や成分（ビタミン、ミネラル、ファイトケミカルなど）の一般的な効能効果の説明であっても、近接した個所に商品が掲載されていたり、店頭だったりすると、効能効果と商品は結びついていると見なされる。たとえば、新聞広告の上10段が成分の効能効果の説明、下5段が商品という広告は薬事法違反である。
商品が出てこない企業広告は規制の対象外であり、原材料（野菜、果実など）や成分（ビタミン、ミネラル、ファイトケミカルなど）の効能効果の表現は可能である。
店頭POPは、掲示そのものに商品が掲載されていなくても、店頭の商品と結びついており、効能効果の表現はできない。
代理店、販売店に配布される商品説明資料そのものは、一般消費者が認知できるものではないため、広告にはあたらないのではないかとの議論がある。ただし、商品説明資料を参考にして、販売店がチラシや店頭POPを作成し、効能効果を伝えることは薬事法違反である。
ホームページでの効能効果と商品の結びつきについて、行政の判断基準は定まっていない。大手食品会社は、効能効果ページと商品ページを直接リンクさせず、一度トップページなどに戻らなければ行き来できない構成にしているホームページが多い。一方、中小の健康食品会社を中心に、効能効果ページに商品が掲載されているホームページや、商品ページを直接リンクさせているホームページも少なくない。
インターネットの口コミサイトも、まだ行政の判断は定まっていない。個人に自由に投稿させる掲示板や、リンク先の個人のブログに効能効果が掲載されている場合である。2008年6月時点では、食品会社が運営していたり、広告費を出していたり、投稿者やブロガーに謝礼を支払っていても、「広告」と明記せず、医薬品的な効能効果が商品とともに掲載されている事例が多い。
メディア（媒体）による番組や記事（メディアの編集によるもの）では、効能効果と商品が結びついていても、表現の自由との関係で行政機関が薬事法の指導に乗り出すことはほとんどない。ただし、番組や記事のなかに商品の問合せ先が掲載されていると、広告と見なされる可能性はある。
「〜と言われている」「〜の研究成果がある」などの婉曲表現、有識者のコメント、消費者の体験談、イラスト・写真、記事風広告（上段が効能効果、下段が商品など）やシリーズ広告（初回が効能効果、2回目が商品など）も規制の対象になり、商品と結びつけて効能効果の表現はできない。
外国語の表示も規制の対象になり、効能効果の表現はできない。

## 薬事法と「生薬」「民間薬」の表現
生薬は医薬品もあれば、食品もある。2001年3月の食薬区分の改正で、医薬成分と認められたものと認められなかったものがある。生薬は植物全体を指して「生薬」ということが多いが、正確には植物の一部だけが医薬成分であることが多い。たとえば、アロエは生薬だが、葉の液汁だけが医薬成分で、根や葉肉は非医薬成分である。
ちなみに、漢方薬は、疾病や症状に対する有効性が確認されている医薬品である。漢方薬は複数の生薬を原料としている。民間薬は単一の生薬を原料とすることが多く、有効性は確認されていない（医薬品としての許可を得ていない）。
生薬（医薬成分）を原料とする医薬品（漢方薬）が、効能効果を標ぼうすることは問題ない。生薬（非医薬成分）を原料とする食品が効能効果を標ぼうしたり、「民間薬」「伝統薬」「生薬」「薬草」などを標ぼうすることは薬事法違反である。
なお、養命酒は、歴史的経緯により、薬局では医薬品（薬用酒）、酒店では食品（薬味酒）として販売されている特例である。中身は同じものだが、パッケージが異なり、食品では効能効果は表示されていない。

## 薬事法による規制の理由
厚労省通知では、食品が医薬品的な効能効果を標ぼうすることによって、下記のような弊害をもたらすおそれがあるとしている。
1. 一般消費者に正しい医療を受ける機会を失わせる
2. 不良品及び偽薬品が製造販売される
3. 医薬品の正しい使用が損なわれ、ひいては医薬品に対する不信感を生じさせる
4. 一般消費者に不当な経済的負担を負わせる

## 表示・広告の変更事例
江崎グリコ「メンタルバランスチョコレート GABA」
【表示変更時期】：2006年3〜5月ごろ（商品発売：2005年5月）
【変更前】チョコレートを食べて、「ほっ」とリラックスした経験はありませんか。／この成分は人間の脳内に存在する神経伝達物質です。また、リラックスに役立つといわれているアミノ酸の一種です。／一般的なチョコレートの約25倍※のGABAを含有。※当社チョコレートと比較
【変更後】チョコレートを食べて、「ほっ」とした経験はありませんか。／チョコレートの原料カカオに含まれるアミノ酸の一種「GABA（ギャバ）」に注目。／チョコレート100g当たりに280mgのGABAを含有。
【解説】「リラックス」「脳」「神経伝達物質」を削除。当社比「約25倍」を削除

キリンビバレッジ「体質水」
【ニュースリリース表現変更時期】2004年2月27日（ニュースリリース発表：2004年1月22日、発売：2004年2月17日）
【変更前】「キリン　体質水」は、ムズムズする季節の春対策にふさわしい、毎日の快適な生活をサポートする飲料です。
【変更後】「キリン　体質水」は、毎日の快適な生活をサポートする飲料です。
【解説】「ムズムズする季節の春対策」を削除。日経ビジネス2004年4月12日号が報道

味の素「グリナ」
【広告表現変更時期】2006年2月（変更後）←2005年12月（変更前）（商品発売：2005年8月）
【変更前】味の素KKは、あなたのおやすみをアミノ酸“グリシン”で応援します。
【変更後】味の素KKは、あなたの毎日をアミノ酸“グリシン”で応援します。
【解説】「おやすみを応援」を削除。「毎日を応援」に変更

サンヘルス「コウジ黒酢」
【広告表現変更時期】2006年3月（変更後）←2005年12月（変更前）
【変更前】クエン酸は…健康や中年体型が気になる方に役立つといわれています。
【変更後】クエン酸は…健康や運動不足が気になる方に役立つといわれています。
【解説】「中年体型が気になる」を削除。「運動不足が気になる」に変更

ライオン「健美創研グッスミン」
【表示・HP表現変更時期】2006年6〜7月ごろ（商品発売：2006年6月）
【変更前】天然系快眠サポート飲料／（GABAは）リラックスに役立つと言われ、発芽玄米やカカオなどに多く含まれる成分／快眠サポート飲料　リラックス後の快眠
【変更後】快適生活サポート飲料／発芽玄米やカカオなどに多く含まれる成分／朝が苦手　明日は遅刻できない
【解説】「天然系」「快眠サポート」「リラックス」を削除。「快適生活サポート」「朝が苦手　明日は遅刻できない」に変更

日本コカ・コーラ「からだ巡茶」
【広告表現変更時期】2006年7〜8月ごろ（商品発売：2006年5月22日）
【変更前】広末涼子、浄化計画。
【変更後】広末涼子、気分浄々。
【解説】「浄化計画」を削除。「気分浄々」に変更。2006年8月3日付け読売新聞が報道

伊藤園「天然ミネラルむぎ茶」
【表示変更時期】2006年9月（商品発売：2002年3月）
【変更前】さらさら効果
【変更後】さらさらおいしい
【解説】「効果」を削除。「おいしい」に変更

味の素「素肌いきいき」
【商品名変更時期】2006年10月
【変更前】素肌いきいき／アミノ酸は、コラーゲンやエラスチン、ケラチン等の皮膚に多く存在するたんぱく質を構成する成分であり、プリプリ肌のための栄養素です。
【変更後】いきいき素顔／アミノ酸は、コラーゲンやエラスチン、ケラチン等のたんぱく質を構成する成分です。
【解説】「素肌」「皮膚」「プリプリ肌」を削除。「素顔」に変更

ファンケル「楽節サポート」
【商品名変更時期】2007年5〜6月
【変更前】楽節サポート
【変更後】グルコサミンほがらか
【解説】2007年4月13日に厚労省事務連絡が出され、ファンケル、小林製薬、DHCなどが、複数の商品名の薬事法違反を指摘された。

小林製薬「サラサラヘルプ」「男精ヘルプ」
【商品名変更時期】2007年6月
【変更前】サラサラヘルプ／男精ヘルプ
【変更後】ナットウキナーゼ&DHA&EPAセット／マカEXセット
【解説】2007年4月13日に厚労省事務連絡が出され、ファンケル、小林製薬、DHCなどが、複数の商品名の薬事法違反を指摘された。

DHC「圧ダウン」「コレステダウン」「糖ダウン」「肝エネルギー」
【商品名変更時期】2007年8月
【変更前】圧ダウン／コレステダウン／糖ダウン／肝エネルギー
【変更後】圧バランス／健康ステロール／甘バランス／乾杯パワー
【解説】2007年4月13日に厚労省事務連絡が出され、ファンケル、小林製薬、DHCなどが、複数の商品名の薬事法違反を指摘された。

ダノンジャパン「BIOヨーグルト」
【表示・HP表現変更時期】2007年5月（商品発売：2002年3月）
【変更前】おなかスッキリ（腸を連想させるイラスト）・高生存ビフィズス菌BE80／スッキリおなかワールド
【変更後】高生存ビフィズス菌BE80／スッキリBIOワールド
【解説】「おなか」を削除

ハウス食品「うるおい美率」
【表示変更時期】2007年5月（変更後）←2006年12月（変更前）（商品発売：2006年10月）
【変更前】ハリつやバランス／3つの成分 しっかりうるおう
【変更後】美容実感ドリンク／おいしく飲んで しっかりうるおう
【解説】「ハリつや」「成分」を削除。「美容実感」に変更

ハウス食品「ウコンの力」
【表示変更時期】2007年11月ごろ（商品発売：2004年5月）
【変更前】（商品正面）さらっとマイルドな飲み口／会食やパーティーに／翌朝のスッキリとした目覚めに！／（裏面）秋ウコンの成分を凝縮したエキスドリンクですので、夜のおつきあいが多い方の健康維持に最適です。1本でクルクミン30mg、ビタミンB6・Eが補給でき、飲んだ次の朝スッキリと目覚められます。生ウコン10g分のウコンエキスが取れます。
【変更後】（商品正面）スッキリおいしい／毎日元気に乾杯！／（裏面）秋ウコンの健康成分を凝縮したエキスドリンクです。スッキリおいしく飲むことができ、1本でウコンの健康成分クルクミン30mgと、ビタミンB6・ビタミンEが摂取できます。生ウコン10g分のウコンエキスを含有し、朝から夜まで忙しい方の元気と健康をサポートします。
【解説】「会食・パーティー・翌朝・スッキリ目覚め」「飲んだ次の朝スッキリと目覚め」を削除。「スッキリおいしく」「忙しい方の元気と健康をサポート」に変更

日本ミルクコミュニティ「メタボフリー　ヨーグルト　ガセリSP乳酸菌」
【表示変更時期】2009年8月（商品発売：2009年3月）
【変更前】メタボフリー　ヨーグルト ガセリSP乳酸菌
【変更後】フリーヨーグルト ガセリSP乳酸菌
【解説】「メタボ」を削除

永谷園「生姜シリーズ」
【HP表現変更時期】2009年9月ごろ
【変更前】「冷え」が気になる方には「血めぐり研究会」の公式ブログも必見です。
【変更後】「血めぐり研究会」の公式ブログも必見です。
【解説】「「冷え」が気になる方には」を削除。

アサヒ飲料「健康茶　食事の脂にこの1杯。」
【ＨＰ変更時期】2010年9月（商品発売：2009年11月）
【変更前】ウーロン茶の程良い渋みが、脂のキレを実現
【変更後】ウーロン茶の程良い渋みの、さっぱりとした後味。
【解説】「脂のキレを実現」を削除
【表示変更時期】2010年11月（商品発売：2009年11月）
【変更前】脂っこい食事と一緒に　食事の脂にこの1本。　茶ポリフェノール60mg含有（コップ1杯200ml当り）
【変更後】脂っこい食事と一緒に　食事の脂にこの1本。　プーアール茶とウーロン茶のまろやかな味わい
【解説】茶ポリフェノールの含有量の表示を削除

## 行政措置と事業者のコンプライアンス

### 都道府県による行政指導
薬事法は都道府県の薬事法担当部署（東京都薬事監視課、大阪府薬務課、愛知県医薬安全課など）が担当している。
薬事法の行政措置は、健康被害が発生したり、度重なる警告にもかかわらず、悪質な表示・広告を継続するようなことがなければ、いきなり警察による捜査や逮捕ということは少なく、口頭または文書による行政指導で行われることが多い。文書による指導に対しては、対象商品の販売額・販売期間、薬事法違反が生じた原因、今後の改善措置などを文書で報告することが求められる。
行政指導の場合、商品回収や商品の出荷停止になったり、社名を公表されることは少なく、表示・広告を改訂するための猶予期間が与えられる。
薬事法の指導事例は公開されることはほとんどなく、また表示・広告が改訂されるまでにタイムラグが生じる。そのため、ある表示・広告が指導を受けても、別の食品会社が同じ表示・広告を繰り返すこともある。薬事法の指導は公開すべきだとの意見もある。
都道府県の薬事法担当部署や（社）日本広告審査機構（JARO）、（財）日本健康・栄養食品協会のような民間機関に事前相談することは可能である。ただし、事前相談すると使用不可とされる表現にもかかわらず、事前相談しなければ市場に出回り、指導を受けない表現例が少なくない。そのため、表示・広告において、薬事法は「正直者がバカを見る法律」だとの指摘もある。
薬事法違反はスピード違反と同じだと言われる。全国的なTVCMや新聞広告であれば、メディア（媒体）による考査もあり、比較的順守されているが、新聞折り込みチラシやホームページなどでは、故意で医薬品的な効能効果を標ぼうする事例が後を絶たない。薬事法の行政措置が緩いためである。世の中で違反事例が少なくないときに、自社はどのような判断基準で表示・広告を作成するのか、薬事法の順守の度合いは、食品会社のコンプライアンスの姿勢を表すと言える。

### 警察による捜査
食品表示に関する薬事法違反に警察の捜査が入ることもある。2008年の事例のうち、小売（店頭）で発覚した薬事法違反が、卸業者や製造元まで及んだ主な事例は下記のとおり。
島忠・イデシギョー事件
【時期】：2008年9月
【商品】：「富士山の恵みバナジウム72」「富士山の湧き水」（ミネラルウォーター）
【製造者】：イデシギョー（静岡県）（製紙メーカーが副業で製造）
【事実】：「糖尿病　血糖値を下げる」「美肌」などと外装ダンボールに表示
【措置】：9月11日、大手ホームセンターである島忠（埼玉県、東証1部上場）の新山下店（横浜市）・本社など10カ所が神奈川県警察の家宅捜索。イデシギョーも家宅捜索を受けた。2009年7月16日、書類送検されたが、横浜地検はボトルに効能効果が表示されていなかったこと、関係者が事実関係を認めて反省していることなどを理由に、8月31日付けで不起訴とした。
【報道】：日本テレビが10月1日に報道（店頭活動が隠し撮りされ、放映されたことが特異であった）

## 平成19年以降の規制改革の動向
2007年（平成19年）11月10日、日本経済団体連合会が内閣府に対し、ヘルスケア産業の規制改革4項目を要望した。これに対する厚労省の回答は同年12月11日に発表された。
日本経団連の主張の1つは、米国には、食品会社の責任で病名を含む効能効果の表現を可能とする表示制度（DSHEA法＝栄養補助食品教育法）があり、日本にも同様の制度を導入すべきというものであった。しかし、厚労省は規制改革に反対する回答を行った。
2007年12月4日には超党派の議員団体「健康食品問題研究会」（石崎岳会長）が発足した。同研究会は、2008年2月7日〜6月12日に9回会合を開き、有識者から海外の法体系、健康食品の安全性などについてヒアリングした。「サプリメント法」を支援している。石崎岳氏は2009年8月30日の第45回衆議院議員総選挙で落選し、同研究会は活動を停止した。
健康食品の法制化を目指す「エグゼグティブ会議」（大濱宏文議長）が2008年5月26日に「サプリメント法」の骨格案を示した。骨格案では、有効性・安全性の科学的根拠を第三者データベースで公開することを前提に効能効果表示を認めること、パッケージ表示と同義の広告表現を認めること、などを求めた。
2009年4月に（財）日本健康・栄養食品協会など健康食品関連8団体による「健康食品産業振興検討会」の設立が発表された。同検討会のもとに置かれた「安全性・有効性表示に関するガイドライン作成プロジェクト会議」が、2009年6月に「有効性評価のガイドライン」と「有効性表示のガイドライン」の検討を始めた。
規制改革を求める声が高まっているが、日本では、事業者のコンプライアンス意識が低いこと、消費者の自己責任原則が確立されていないことから、規制改革には反対の声も少なくない。また、食品だけでなく医薬品の表示・広告に関する審査が厳しいことから、規制改革には時間がかかるとの見方が強い。
なお、2009年以降、欧州食品安全機関（EFSA）において、食品のヘルスクレーム（健康強調表示）を認めるかどうかの検証が行われている。内容は「コエンザイムQ10とエネルギー産生」「プロポリスと免疫」「リコピンと肌の保護」など4240項目に及んでいる。欧州でのヘルスクレームの検証の結果が、日本の効能効果表示に影響を与える可能性もある。
2009年9月に発足した消費者庁は、エコナの安全性の問題を契機に、特定保健用食品を含む健康食品の表示について、2009年11月に「健康食品の表示に関する検討会」（座長：田中平三・甲子園大学学長）を設置した。検討会は2010年8月27日に「論点整理」を公表した。論点整理では、特保の機能が消費者に適切に伝わるように、表示と広告を改善すること（摂取対象者や期間の表示義務づけ、誇大広告の禁止）などが盛り込まれた。特保以外の食品で、どのようなエビデンスがあるときに、どのような効能効果表示を可能とするか（または現状どおり禁止とするか）などについて、検討会では具体的な議論はなかった。
上記検討会の論点整理にある「一定の機能性表示を認める仕組みの研究」に基づき、消費者庁は2011年度に「食品の機能性評価モデル事業」を行った。同事業では「セレン、n-3系脂肪酸（オメガ3）、ルテイン、CoQ10、ヒアルロン酸、ブルーベリー（ビルベリー）エキス、グルコサミン、BCAA、イチョウ葉エキス、ノコギリヤシ、ラクトフェリン」の11成分について、国内外の研究を調査し、機能性を評価した。
調査結果は2012年4月25日に、A〜Fの6段階評価で公表され、A評価（機能性について明確で十分な根拠がある）はオメガ3（EPA/DHA）の3機能「心血管疾患リスク低減」「血中中性脂肪低下作用」「関節リウマチ症状緩和」となった。今後はこういった評価が、機能性表示にどう結びついていくか（結びついていかないのか）が注目される。
2013年6月14日に閣議決定された「規制改革実施計画及び日本再興戦略」の中で、加工食品及び農林水産物について、企業等の責任で科学的根拠をもとに機能性を表示できる新たな方策を検討し、2015年3月末までに実施することが盛り込まれた(これに先立ち、主婦連合会等の消費者団体は6月12日に、規制緩和に反対する意見を発表した）。
閣議決定を受けて消費者庁は、2013年12月20日に「食品の新たな機能性表示制度に関する検討会」（座長・松澤佑次大阪大学名誉教授）を発足させた。検討会は8回の会合(毎月１回)により、2014年夏までに報告書とりまとめる予定。消費者委員会の意見聴取、パブリックコメント募集を経て、制度改正が行われ、Q&Aの作成、説明会による周知の後、2015年（平成27年）4月に『機能性表示食品』制度が実施された。機能性表示食品は、2020年までに3000件以上の届出があり、健康食品市場で機能性表示食品が占める割合は大きい。